# Synemosyna
Synemosyna là một chi nhện trong họ Salticidae.

## Hình ảnh

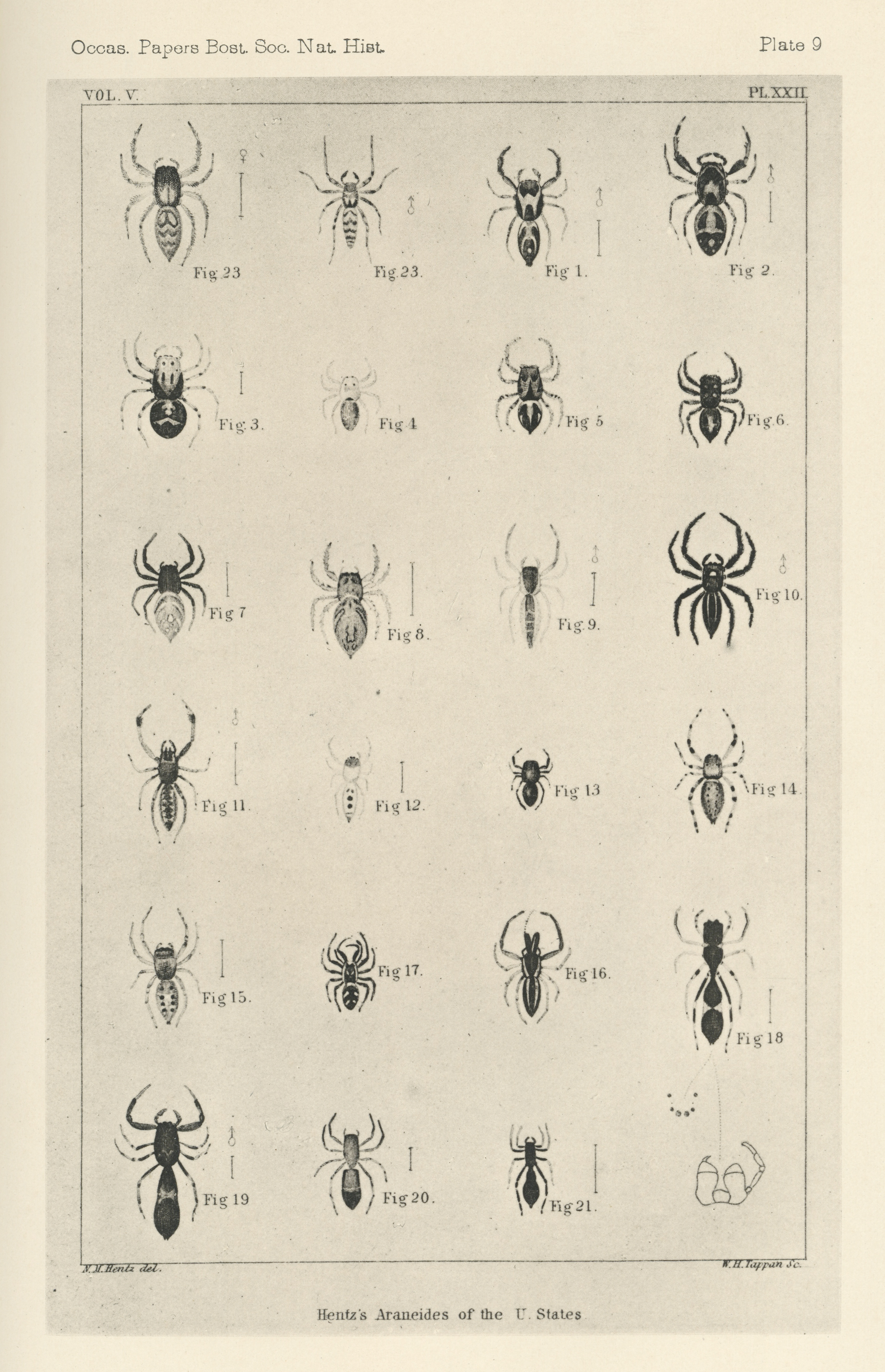